# Orde van de Griffioen

Het lint

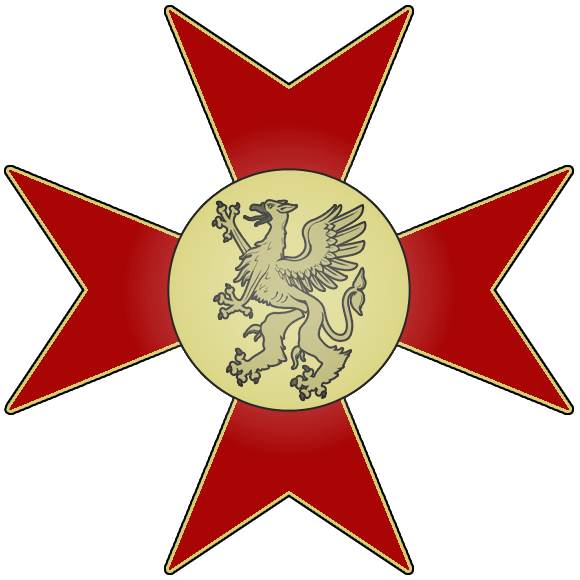
Het Erekruis

De Orde van de Griffioen (Duits: Greifenorden) was na de Huisorde van de Wendische Kroon de tweede ridderorde van het Groothertogdom Mecklenburg-Schwerin. De onderscheiding werd voor burgerlijke en militaire verdienste toegekend.

## Achtergrond
De op 15 september 1884 ingestelde orde had vier graden waarvan de eerste twee met diamanten verleend konden worden. Voor militaire verdienste kon de onderscheiding ook "met zwaarden" worden toegekend. Prins Hendrik der Nederlanden was een geboren hertog van Mecklenburg en zijn huwelijk met de Nederlandse koningin Wilhelmina bracht met zich mee dat tal van Nederlandse hovelingen en staatslieden in de Mecklenburgse orden werden opgenomen. De statuten van de Mecklenburgse orden zijn door het Nederlandse vorstenpaar bestudeerd alvorens zij in 1905 de Huisorde van Oranje stichtten. Er zijn dan ook in de vormgeving van beide onderscheidingen enige overeenkomsten aan te wijzen.
De doelstelling die de stichter in 1884 voor ogen had was, zo heet het in het plechtstatige Duits van die tijd "Sein Allerhöchstes besonderes Wohlwollen, sowie die Allerhöchste Anerkennung hervorragender Verdienste zum öffentlichen und sichtbaren Ausdruck zu bringen". De orde moest dus de waardering van de vorst voor de gedecoreerde vormgeven maar belangrijker was dat de groothertog de exclusieve en kostbare Huisorde wilde ontzien. In de laatste jaren van de 19e eeuw beleefden de onderscheidingen een hoogconjunctuur en veel ambtenaren en gasten bedelden om onderscheidingen bij ieder vorstelijk bezoek, bij plechtigheden en na begrafenissen.
Om deze reden zag groothertog Frederik Willem van Mecklenburg-Strelitz af van het hem op 10 oktober 1884 aangeboden gedeelde grootmeesterschap. Hij sprak in een brief aan zijn Schweriner verwant de vrees uit dat een nieuwe orde alleen maar tot meer voordrachten en verzoeken zou leiden.
Op 31 januari 1902 en 7 juni 1904 werden de statuten herzien. In 1904 werd vastgelegd dat de ridderkruisen ook met een verhoging in de vorm van een verguld zilveren groothertogelijke kroon konden worden toegekend.
Pas in 1904 besloot Adolf Frederik V van Mecklenburg-Strelitz van het aanbod dat aan zijn vader was gedaan gebruik te maken. Op 22 en 23 augustus van dat jaar tekenden de beide groothertogen een document dat van de Orde van de Griffioen een gemeenschappelijke orde maakte. Zij zouden het ereteken in het vervolg ieder voor zich of gezamenlijk kunnen verlenen. Er kwamen dus twee grootmeesters en volgens artikel II van de overeenkomst ook twee ordekanseliers.
De Mecklenburg-Strelitzer ordekanselier bestelde op diezelfde 23 augustus een kist vol ordetekenen. Hij meende 5 sets van versierselen voor grootkruisen, 5 grootcommandeurs, 15 commandeurs, 15 ridderkruisen met kroon en 15 ridderkruisen nodig te hebben. De prijs liep uiteen van 216 mark voor een sjerp met ster en grootkruis in een fraaie lederen etui tot 60 mark voor een ridderkruis.
De versierselen van de Orde van de Wendische Kroon waren volgens de in Mecklenburg bewaard gebleven rekening van Parijse, Berlijnse en Mecklenburgse juweliers en "Ordefabrieken" als Godet & Söhne merkwaardig genoeg iets goedkoper dan die van de Orde van de Griffioen.
In de daaropvolgende veertien jaar bestelde men in Strelitz versierselen voor 29 grootkruisen, 24 grootcommandeurs, 40 commandeurs, 52 erekruisen, 76 ridders met- en 119 ridders zonder kroon. Het is mogelijk dat er in 1918 enige exemplaren in voorraad waren die door de republikeinse regering zijn omgesmolten.
Na het aftreden van de laatste Mecklenburg-Schweriner groothertog, de troon van Mecklenburg-Strelitz was op dat moment vacant, in november 1918 werd de orde door de regering van de vrijstaat Mecklenburg afgeschaft.
Het motto van de orde was "ALTIOR ADVERSIS".

## De graden
GrootkruisDe grootkruisen droegen een kruis aan een lint over de rechterschouder en de ster van de orde op de linkerborst. De Orde van de Griffioen kende geen ordeketen.
Grootcommandeurskruis en CommandeurskruisGrootcommandeurs en commandeurs droegen beiden een kruis om de hals. De eersten mochten ook een iets kleinere ster dan die van de grootkruisen en met iets kortere diagonale stralen op de linkerborst dragen.
ErekruisHet erekruis was een zogenaamd steckkreuz, een in Duitsland veelvoorkomend versiersel dat als een broche, dus zonder lint, op de borst werd gedragen.
RidderkruisHet ridderkruis werd aan een lint op de linkerborst gedragen.
De kruisen van de orde waren alle gelijk. Zij verschillen alleen in grootte. Er was, anders dan in bijvoorbeeld het groothertogdom Oldenburg niet voorzien in pensioenen voor de ridders en er werden ook geen plechtige bijeenkomsten gehouden.

## De versierselen van de orde

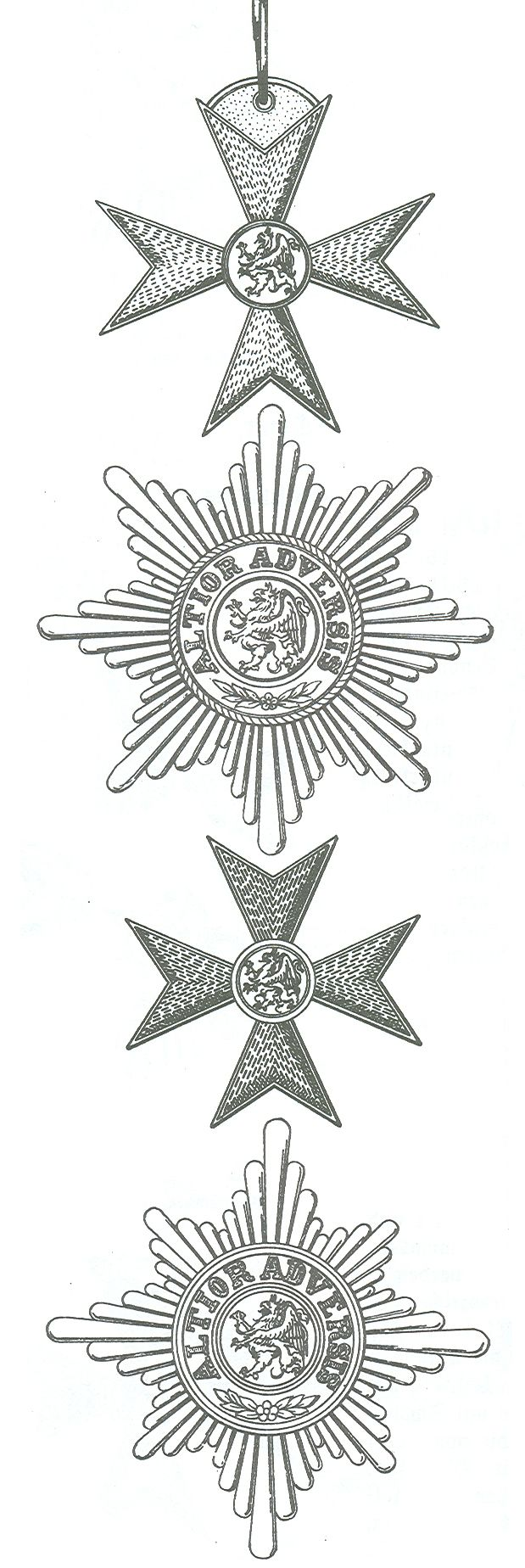
Insignien

Bij deze "tweede orde" van het groothertogdom zijn de versierselen op het oog wat eenvoudiger uitgevoerd dan bij de "eerste orde" het geval is. De kroon en details als figuren in de armen van het kruis ontbreken. Er is ook geen kostbare gouden of zilveren ordeketen. Het kleinood is een verguld zilveren achtpuntig kruis met rood email op de armen en een medaillon met een griffioen.
De beide sterren zijn van zilver met een centraal medaillon waarin een gouden griffioen op een zwarte achtergrond staat. De ring is rood en het motto is in gouden letters geschreven. Het lint is lichtgeel met een smalle rode bies.
In 2005 dook op een Duitse veiling onverwacht een kruis aan een dameslint op. Het gouden kleinood heeft op de achterzijde de Russische keuren voor Sint-Petersburg en 56 Zolotny wat overeenkomt met 14 karaat. De jaarletter ontbreekt. Waarschijnlijk was de onderscheiding voor grootvorstin Anastasia Michajlovna, de vrouw van groothertog Frederik Frans III of diens zuster Maria Paulovna, echtgenote van grootvorst Vladimir Aleksandrovitsj van Rusland gemaakt. In de statuten kwam een dergelijke damesdecoratie niet voor, sterker nog, de orde werd niet aan dames verleend.

## De Orde van de Griffioen in de 21e eeuw
De groothertogen hebben na 1918 een teruggetrokken bestaan geleid. Zij steunden Adolf Hitler en werden in 1945 door de oprukkende Russen uit hun land verjaagd. In de jaren tot aan de bevrijding van de DDR werd er weinig van hen en hun orden vernomen. Nu (2007) noemt een nakomeling van de stichter van de Orde van de Griffioen, Borwin Hertog van Mecklenburg-Strelitz, zich "Beschermheer en Protektor" van de orde die een vereniging naar Duits recht is geworden. Wat de oude en de nieuwe orde nog gemeen hebben is uit de website niet op te maken. De ridders tooien zich in witte mantels van glanzende stof met daarop blauwe kruisen.

## Gedecoreerde
- Max von Behr, (Ridderkruis)

## Voetnoten
1. ↑  Dagboek van Jhr. Mr. J.M.W. Schorer, 5 februari 1901. Hij ontving zelf het Grootkruis in de Orde van de Wendische Kroon
2. ↑  J.A. van Zelm van Eldik in "Moed en Deugd, Deel II, Orden van de Dynastie, 2003
3. ↑  Considerans van e in 1885 in de Hofkalender gepubliceerde statuten.
4. ↑  Geveild door Andreas Thies op 23 april 2005 voor €3750,-
5. ↑  Almanach de Gotha, editie 1909
6. ↑  Volgens de Duitse Wiki, de orde wordt niet vermeld in de Almanach de Gotha.

De onderscheidingen van de Hertogdommen Groothertogdommen, Vrijstaten en het huidige Bundesland tussen 1705 en heden.

Orde Virtuti Constanti ·
Orden du Chêne et du Tombeau ·
Orden de la Fidelité et Constance ·
Orde voor Kunst en Wetenschap ·
Huisorde van de Wendische Kroon ·
Orde van de Griffioen ·
Orde van Verdienste van de deelstaat Mecklenburg-Voor-Pommeren

Zie ook: Onderscheidingen in Mecklenburg-Schwerin en Onderscheidingen in Mecklenburg-Strelitz